# إريك رودريغيز (كرة سلة)
إريك رودريغيز (بالتاغالوغية: Frederick Rodriguez)‏ مواليد 15 أبريل 1981، هو لاعب كرة سلة فلبيني سابق. بدأ مسيرته الاحترافية في سنة 2009. مثّل منتخب بلاده. اعتزل اللعب في 2011.

## المسيرة الاحترافية
لعب مع باراكو بول إنرجي من سنة 2009 إلى 2011، ثم لعب مع ميرالكو بولتز في سنة 2011، ثم لعب مع بارانجي جينبرا سان ميغيل في سنة 2011.